# Louis De Ridder
Louis De Ridder (ur. 9 czerwca 1902 w Antwerpii, zm. 5 maja 1981) – belgijski hokeista, łyżwiarz szybki i bobsleista.
W 1924 roku wystąpił na Zimowych Igrzyskach Olimpijskich w Chamonix. Wystartował w biegach na 500 m. i 1500 m. w łyżwiarstwie szybkim. W obu był na miejscu 19. Brał udział także w zawodach hokeja na lodzie, w których Belgia uplasowała się na 7. miejscu. Dwanaście lat później Louis De Ridder brał udział w Zimowych Igrzyskach Olimpijskich 1936 w Garmisch-Partenkirchen. Tym razem startował w hokeju oraz w bobslejach. W rywalizacji hokeistów Belgia zajęła 13. miejsce. W konkurencji czwórek bobslejowych De Ridder jechał w drugiej drużynie belgijskiej. Zajął 5. miejsce.
Jego pasierbicą była łyżwiarka figurowa Micheline Lannoy, mistrzyni olimpijska 1948 w konkurencji par sportowych.

## Rekordy życiowe w łyżwiarstwie szybkim
- 500 m. – 52.8 (1924)
- 1500 m. – 3:01,8 (1924)
- 5000 m. – 10:35,2 (1925)